# Helen Saunders
Helen Saunders (Bedford Park, Ealing, Londres, 4 de abril de 1885-1 de enero de 1963)fue una pintora inglesa, pionera del arte abstracto en Gran Bretaña y una de las dos únicas mujeres  asociada al movimiento vorticista.

## Biografía
A los dieciocho años se inscribió en un estudio local recién inaugurado, dirigido por Rosa Waugh Hobhouse, quien reconoció su talento y la animó a estudiar en la Slade School of Fine Art; Saunders estudió allí de1906 a 1907 y después en la  Central School of Arts and Design. En 1912 la obra de Saunders era "notablemente posimpresionista" y su pintura Rocks, North Devon fue acogida por The Friday Club (un grupo de expositores creado por Vanessa Bell).
Saunders participó en la exposición Twentieth Century Art de la Whitechapel Gallery en 1914 y fue de los primeros artistas británicos en trabajar en un estilo no figurativo.En 1915 se asoció al movimiento vorticista a través del artista Wyndham Lewis,firmando su manifiesto en el primer número de la revista literaria BLAST y participando en su exposición inaugural, donde ella junto con Jessica Dismorr fueron las dos únicas pintoras de la muestra. Saunders hablaba francés y alemán con fluidez y durante la Primera Guerra Mundial trabajó en la oficina del Censor del Gobierno del Reino Unido.
Expuso en el London Salon de la Allied Artists' Association y después con The London Group en 1915, pero a partir de 1920 se apartó cada vez más de la vanguardia y adoptó un estilo más figurativo trabajando en naturalezas muertas, paisajes y retratos, y exponiendo con la Holborn Art Society. Saunders cayó en el olvido. y sólo en los últimos años su obra ha comenzado a ser redescubierta y reconocida como una pieza vital en la historia del arte moderno británico. A pesar de su dilatada trayectoria, actualmente apenas se conocen 200 obras suyas. El Museo de Arte Nasher de la Universidad de Duke la incluyó en la exposición titulada The Vorticists: Rebel Artists in London and New York, 1914-18, celebrada a finales de 2010.  
Saunders murió accidentalmente por envenenamiento con gas de carbón en su casa de Holborn, Londres, el 1 de enero de 1963.Ese mismo año, su hermana Ethel donó tres de sus dibujos vorticistas a la Tate Gallery y uno al Victoria and Albert Museum de Londres. 
En 1996, Richard Cork escribió:
"Si bien los primeros trabajos de Saunders le granjearon un lugar respetado en los círculos experimentales, la oscuridad creciente de sus últimos años parece cruel. Soportó el olvido con un estoicismo sin quejarse, ya que su calidez innata le impidió sucumbir a la amargura".
En 2022, su obra Atlantic City, conocida por una fotografía en BLAST, fue encontrada debajo de la pintura Praxitella de Wyndham Lewis.

## Obras notables
- Diseño abstracto multicolor, c.1915. Gouache, acuarela y grafito sobre papel. Tate.
- Composición abstracta monocromática, c.1915. Tinta, acuarela y grafito sobre papel. Tate.

## Exposiciones
- Exposición de dibujos en la galería Helen Saunders, The Courtauld Gallery, Londres, 14/10/2022-29/01/2023 [9]
- Mujeres en la abstracción, Centro Pompidou, París, 05/05/2021-23/08/2021 [10]
- Blast to Freeze, Les Abattoirs, Toulouse, Francia, 24/02/2003-11/05/2003 [11]
- Modern Art in Britain 1910-1914, Barbican Art Gallery, Londres, 20/02/1997-26/05/1997 [12]
- Helen Saunders (1885-1963), Museo Ashmolean, Oxford, 09/01/1996-03/03/1996; Graves Art Gallery, Sheffield, 16/03/1996-20/04/1996
- Vorticism and its allies, Hayward Gallery, Londres, 27/03/1974-02/06/1974 [13]